# Jerzy Substyk
Jerzy Substyk pseud. „Jurny” (ur. 30 października 1927) – polski działacz konspiracji niepodległościowej w czasie II wojny światowej oraz powojenny działacz kombatancki, członek Prezydium Zarząd Związku Powstańców Warszawskich.

## Życiorys
Był synem Stanisława i Marianny z domu Kubisz. Miał dwoje rodzeństwa; brata i siostrę. Jego ojciec pracował w konsulacie szwedzkim w Warszawie. Szkołę podstawową (powszechną) ukończył już w trakcie okupacji niemieckiej. Od 1942 działał w konspiracji w ramach Kadry Polski Niepodległej. W czasie powstania warszawskiego służył w stopniu starszego strzelca w I plutonie "Perkun" (dawny 1150) – 3 kompanii – zgrupowania "Bartkiewicz" w Śródmieściu Północnym, od początku do końca powstania biorąc udział w obronie reduty, w gmachu przedwojennego Towarzystwa Kredytowego Ziemskiego, mieszczącym się na rogu ulic Kredytowej i Mazowieckiej. Był dwukrotnie ranny. Po powstaniu był jeńcem stalagów XI B Fallingbostel oraz Stalagu VI J Dorsten. 
Jest członkiem Prezydium Zarząd Związku Powstańców Warszawskich.

## Wybrane odznaczenia
- Krzyż Komandorski Orderu Odrodzenia Polski (2004)[4],
- Krzyż Oficerski Orderu Odrodzenia Polski (1999)[5],
- Krzyż Walecznych[2]